# Anyphops regalis
Anyphops regalis là một loài nhện trong họ Selenopidae.
Loài này thuộc chi Anyphops. Anyphops regalis được George Newbold Lawrence miêu tả khoa học lần đầu tiên năm 1940.